# Грб Српца
Грб Српца је званични симбол српске општине Србац. Грб је усвојен 1992. године.
Симбол општине има изглед правог средњовјековног штита са садржајним елементима, који подсјећају на амблеме општина из комунистичког периода.